# Tri-Cities (Tennessee)
Pour les articles homonymes, voir Tri-Cities.
Tri-Cities est une région qui comprend les villes de Kingsport, Johnson City, et Bristol, ainsi que de plus petites villes aux alentours et des communautés dans le nord-est du Tennessee et dans le sud-ouest de la Virginie aux États-Unis. 
Bristol (Virginie) ne forme qu'une seule ville avec sa jumelle Bristol (Tennessee).
Cette région forme une Metropolitan Statistical Area (MSA), et depuis 2000 une Combined Statistical Area (CSA).
En 2008 la population est estimée à 500 538 habitants.
La région est desservie par l'aéroport régional Tri-Cities Regional Airport (en).